# Белциковский, Адам
Адам Белциковский (пол. Adam Bełcikowski; 1839—1909) — польский писатель и драматург середины XIX — начала XX века, профессор польской литературы.

## Биография
Адам Белциковский родился 24 декабря 1839 года в городе Кракове.
Первоначальное образование получил в Краковской гимназии имени Святой Анны, затем окончил философский факультет в Ягеллонском университете и в 1865 году получил степень доктора философии.
В этом же году Адам Белциковский переселился в столицу Польши, где в Варшавской Главной школе получил доцентуру по кафедре польской литературы за сочинение «Stanowisko Reja w literature polskiej, i stosunek jego do reformy w Polsce».
В 1868 году он возвратился в Краков, где занял место доцента истории польской литературы в альма-матер. С этого времени начинается его усиленная деятельность в двух направлениях: на поприще беллетристики и историко-литературной критики.
В качестве беллетриста Белциковский «попробовал себя» гораздо раньше, но первые его опыты не имели успеха. Он писал поэмы, комедии и исторические драмы. Гораздо более известны его историко-литературные труды, благодаря которым он в 1872 г. был избран членом Краковской академии и был назначен профессором польской литературы в Львовском университете.
Согласно ЭСБЕ: Белциковский «придерживается метода Тэна, для которого деятельность каждого автора является продуктом сложных исторических, социально-политических и культурных факторов».
Кроме того, он помещал в английском журнале «The Athenaeum» годовые отчёты по польской литературе.
Адам Белциковский скончался 13 января 1909 года в родном городе.

## Избранная библиография
Поэмы:
- «Zofijówka i Serafina» (Краков, 1863).

Комедии:
- «Nie jesteśmy sobie nic winni» (Краков, 1869);
- «Kròl Don Juan» (1869);
- «Wizyta pana Feliksa» (1869);
- «Dwoj Radziwillowie» (1871);
- «Protegujący i protegowani» (1874);
- «Wieczór w Czarnolesiu» (1882).

Драмы:
- «Adam Tarł o» (1869);
- «Hunyady» (1869);
- «Francesca di Rimini» (1873);
- «Kmita i Bonarowna» (1875);
- «Król Mieczysław II» (1876);
- «Król Wladisław Warneń czyk» (1877);
- «Przysięga» (1878);
- «Król Bolesław Smiały» (1882).

Романы:
- «Dług honorowy» (1872);
- «Patryarha» (1872).

Новеллы:
- «Stany kawalera»;
- «Ognisko domowe» (1885).

## Источник
- Белциковский // Энциклопедический словарь Брокгауза и Ефрона : в 86 т. (82 т. и 4 доп.). — СПб., 1890—1907.